# سلسفي كوتشي
سلسفي كوتشي أو دَبَح كوتشي (باللاتينية: Scorzonera kotschyi) نوع نباتي ينتمي إلى جنس السلسفي من الفصيلة النجمية.

## الموئل والانتشار
موطنها المشرق العربي وتركيا.